# AGN@Enthena
AGN@Enthena（エージーエヌアットエンテナ）は、日本の芸能事務所である。MILLENNIUM PRO所属俳優・鷹松宏一（本名：佐藤宏一）が代表を務めていた。

## 概要
2013年9月18日、MILLENNIUM PRO所属俳優である、鷹松宏一（本名：佐藤宏一）と上原拓馬によってエンターテイメント集団Enthenaとして、立ち上げられた。
所属者全員が、プロデュースやマネージメントなども行い、制作業務、芸能プロダクション業務、新人開発業務等々、様々なビジネス展開を見せている。
当初はイベントを中心に行い、2013年11月に「Enthena 1st EVENT」が開催後の翌年2014年9月に行われた「Enthena 9th EVENT」で、400人満席にしている。
社名はEntertainment（エンターテイメント）と、知恵、芸術、工芸、戦略を司るギリシア神話の女神である、Athena（アテーナー）を組み合わせたものである。
2017年4月に法人化し、株式会社Enthenaとなった。

## 主な製作映画
- ダークサイドストーリー 摩訶不思議な物語（2015年）
- 風媒花（2016年）
- 今週の木曜日に私は死んだ（2016年）
- CAGE（2017年）
- さりげない人々（2017年）
- いいじゃない（2017年）

## 主な製作舞台
- エンテナ PLAY UNION 第一回公演『好きな事を自由にやる人々』（2015年）
- エンテナ PLAY UNION 第二回公演『年の始めのためしとて』（2016年）
- エンテナ PLAY UNION 第三回公演『あぁ、六月の雨〜ひとときの気まぐれ〜』（2016年）
- エンテナ PLAY UNION 第四回公演『あなたと私、月の舟』（2016年）
- The Red Moon Night～月が飛ぶ夜～（2017年）
- フルコンタクト！〜松風少年院・第七分院くすのき寮合唱団〜（2017年）
- エンテナ PLAY UNION 第五回公演『真夏の果実の花の頃。』（2017年）

## 過去所属タレント

### 男性タレント
- 鷹松宏一
- 上原拓馬
- 市川大貴
- 竹田亮
- 小俣一生
- 高橋克彰
- 飯塚拓也
- 大場直輝
- 山﨑玲央
- 高水裕樹
- 小林友祐
- 結城駿
- 杉山吹稀
- 岩田智広
- 秋山大貴
- 時政友暉
- 太田芳
- 黒田浩史

### 女性タレント
- 三輪紋子
- 新井惟
- 影山靖奈
- 下條利紗
- 中野由紀子
- 布施郁奈
- 佐武未希子
- 片田理萌
- 島崎紫織
- 葉月杏奈
- 田野口優姫
- 重清もも子
- 仙田智奈
- 七海映子

### ダンサー
- CHIO
- YUKA

## 過去ユニット
- MILLENNIUM
- REBELLION
- Oma-housE
- 1MA
- Eve☆(エヴスタ)
- 鍵組☆ガチャぐみ
- MYLORD
- マルコポーロ
- 花音-kain-
- おひさま
- Candy Crusher
- チャラくない
- noix~ノワ~